# Raión de Kaliazin
El raión de Kaliazin (ruso: Каля́зинский райо́н) es un distrito administrativo y municipal (raión) ruso perteneciente a la óblast de Tver. Se ubica en el sureste de la óblast. Su capital es Kaliazin.
En 2021, el raión tenía una población de 19 919 habitantes.
El raión es limítrofe al este con la óblast de Yaroslavl y al sur con la óblast de Moscú.

## Subdivisiones
Comprende 331 núcleos de población distribuidos en cinco gobiernos locales, que son la ciudad de Kaliazin (la capital) y los siguientes cuatro asentamientos rurales:
- Alfiórovo
- Nerl
- Semendiayevo
- Starobíslovo